# Волков Олександр Михайлович (професор)
Олександр Михайлович Волков (1891 — 1954, місто Москва, тепер Російська Федерація) — радянський державний діяч, керуючий Центрального статистичного управління УСРР, доктор економічних наук (1940), професор (1946).

## Життєпис
У 1916 році закінчив Київський університет імені Святого Володимира.
У 1917—1921 роках очолював Київське статистичне бюро. Член РКП(б).
У вересні 1921 — червні 1924 року — керуючий Центрального статистичного управління Української СРР.
На 1926 рік — член колегії Центрального статистичного управління СРСР, уповноважений Центрального статистичного управління СРСР у Середній Азії.
У наступні роки займався педагогічною та науковою діяльністю, зокрема, з 1944 по 1954 рік очолював кафедру географії в Московському інженерно-економічному інституті.
Автор праць із питань комунальної статистики, деяких проблем населення.